# Hrafnhildur Sigurdardóttir
Hrafnhildur Sigurdardóttir, född 1959, är en isländsk textilkonstnär.
Hrafnhildur Sigurdardóttir utbildade sig i textilkunskap 1982–1986 på Reykaviks konstskola och 1992 i den japanska färgningstekniken shibori i Arrowmont School of Arts and Crafts i Tennessee i USA samt papperstillverkning 1996 på Haystack Mountain School of Crafts i Maine i USA. Senare 1997–1998 studerade hon skulptur på Islands konsthögskola med en magisterexamen 1998 samt 1998–2000 på University of Colorado i Boulder i Colorado. Hon har därefter också studerat på Islands universitet, bland annat engelsk litteratur, statskunskap och genusvetenskap.
Hon fick 2005 The Nordic Award in Textiles för sitt experimenterande med olika textila tekniker och material. Hon använder gärna vardagsföremål som kapsyler och gummiband för att ge roliga intryck.